# 吳柏萱
吳柏萱（2004年1月16日—），為一名台灣棒球選手，畢業於南英商工，位置是捕手。曾參加2022年中華職棒選秀會，但落選。目前效力於中華職棒台鋼雄鷹。

## 外部連結
- 吳柏萱在台灣棒球維基館上的頁面（繁體中文）
- 吳柏萱在中華職棒官網
- 吳柏萱在Baseball-Reference.com（小聯盟以及海外聯盟）（英语）